# فرودگاه برتوا
فرودگاه برتوا (به انگلیسی: Bertoua Airport) یک فرودگاه با کد یاتا BTA است . این فرودگاه در کشور کامرون قرار دارد .